# 鶯谷

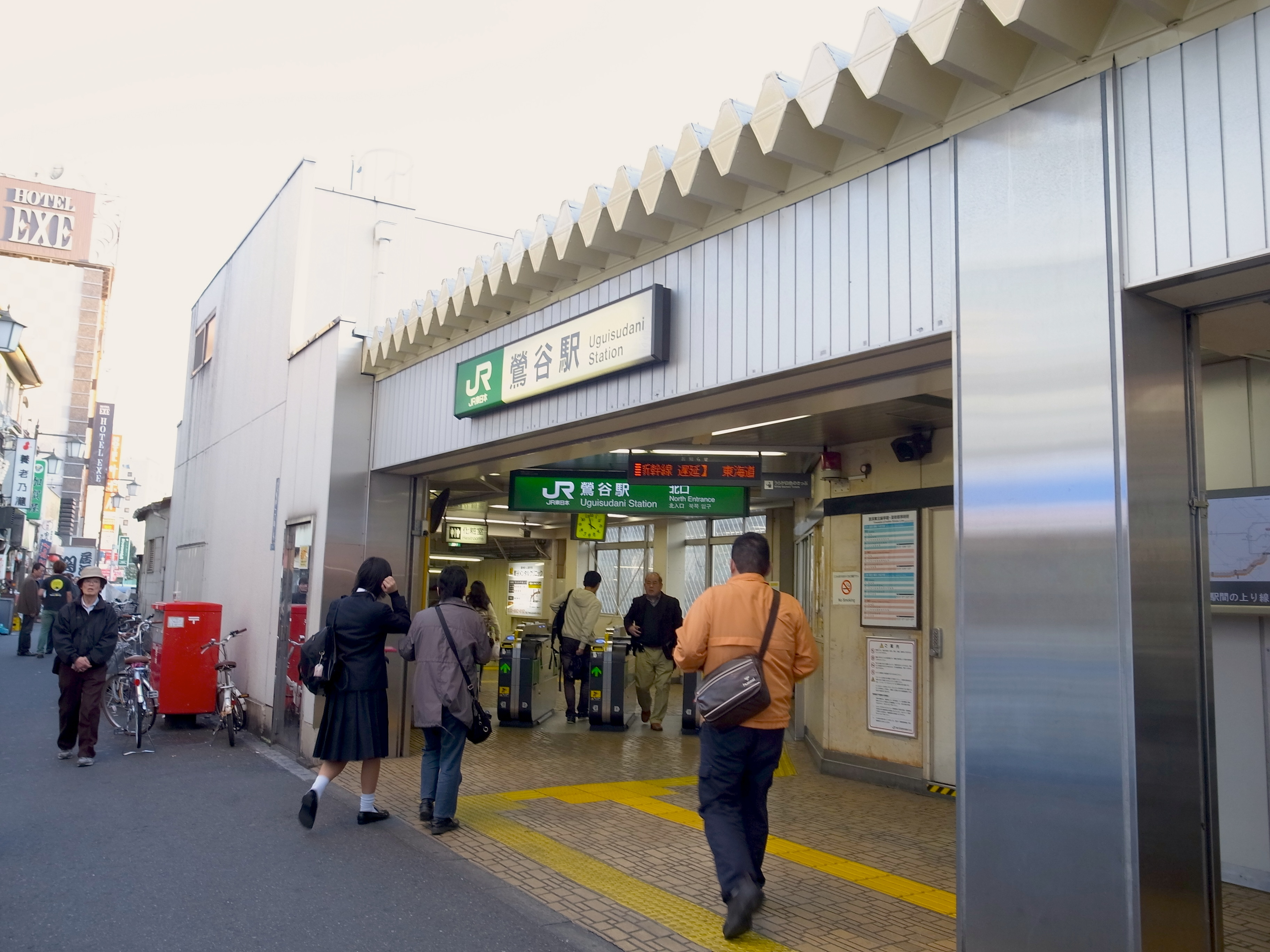
鶯谷車站北口

鶯谷（うぐいすだに）是東京都台東區的地名。以東日本旅客鐵道（JR東日本）山手線・京濱東北線的鶯谷車站為中心的地域。

## 概要
行政上無「鶯谷」的地名存在。車站東側多賓館，昔日是許多文人居住的根岸之里。根岸2丁目有子規庵、中村不折的書道博物館。西側有寛永寺・上野公園，付近有入谷鬼子母神。
江戶時代是寛永寺領地，所以，上野・根岸・根津一帶保留許多寺院，較少高層建築物。鶯谷車站往上野公園、上野櫻木徒步只需五分。

## 地名由來
江戶時代，寛永寺的歷代住職由京都的皇族擔任。其中一任的公弁在元祿年間，指示當時的文化人・尾形乾山從京都運鶯，在此地放鶯，從此成為鶯的名勝。

## 歷史
根岸作為下町的別莊地帶，江戶時代以來多文人居住。陸奧宗光的別邸也在根岸。明治時代至昭和初期之間，根岸1丁目至3丁目一帶是正岡子規等許多著名文人居住之地，有俗稱根岸黨的文學沙龍。根岸4丁目有古老的料亭，保留花街風情。

## 關連項目
- 鶯谷車站

## 外部連結
- 下町鶯谷周辺情報 VIVA!うぐいす（页面存档备份，存于）